# (10246) Frankenwald
(10246) Frankenwald ist ein Asteroid des Hauptgürtels, der am 1. Mai 2003 nach dem Frankenwald benannt wurde. Er wurde am 24. September 1960 von Cornelis Johannes van Houten, Ingrid van Houten-Groeneveld und Tom Gehrels am Palomar-Observatorium (IAU-Code 675) in Kalifornien entdeckt.